# Бийская ТЭЦ-1
Бийская ТЭЦ-1, входящая в энергохолдинг Сибирская генерирующая компания, является одной из крупнейших теплоэлектростанций Сибирского Федерального округа, расположенных на территории Алтайского края.
Станция осуществляет комбинированную выработку тепловой и электрической энергии, а также поставку тепловой энергии (пара, горячей воды) потребителям – населению и промышленным предприятиям города Бийска.

## История и деятельность
Бийская ТЭЦ  была введена в эксплуатацию 19 мая 1957 года. В этот день был растоплен первый котлоагрегат и запущен в работу первый турбогенератор теплоэлектроцентрали. Пуск объекта ознаменовал новый этап в развитии зарождающейся энергетики города Бийска и сыграл ключевую роль в дальнейшем подъёме промышленности и строительстве благоустроенного жилого сектора второго по величине города Алтайского края.
На предприятии активно внедряются передовые методы по оптимизации собственных затрат. Коллектив добивается высоких производственных и экономических результатов за счет качественного планирования своей деятельности.
С 2012 года на Бийской ТЭЦ реализуется программа технического перевооружения производственных мощностей.
На предприятии завершилась реконструкция угольного склада с пуском современного конвейера топливоподачи, закончен первый этап строительства четвёртой карты золоотвала.
В рамках проекта по диверсификации топливного баланса, обеспечивающего переход на использование в производственном цикле более экономичного топлива, шесть котлоагрегатов переведены на сжигание угля марки «Д».
На станции особое внимание уделяется охране труда и повышению уровня культуры производства. Бийская ТЭЦ неоднократно становилась победителем конкурса «Лучшее промышленное предприятие Алтайского края» в номинации «Предприятие по производству и распределению электроэнергии, газа и воды».
В 2016 году коллектив Бийской ТЭЦ одержал победу в ежегодном конкурсе «Лучший социально ответственный работодатель года», проводимом Администрацией Алтайского края, заняв первое место в номинации «За сокращение производственного травматизма и профессиональной заболеваемости в организациях производственной сферы».
Дымовая труба 4-й очереди Бийской ТЭЦ — одно из самых высоких сооружений в Бийске. Её высота составляет 240 метров.